# Draaimolen
Een draaimolen, mallemolen of carrousel (Vlaams: paardenmolen) is een algemeen bekende kermis- en pretparkattractie en valt op de kermis onder de categorie "klein draaivermaak". Er zijn vele varianten van draaimolens wereldwijd te vinden.

## Geschiedenis
De naam carrousel komt waarschijnlijk van het Italiaanse carrosello, dat ‘kleine oorlog’ betekent en was een ruiterwedstrijd. Een onderdeel in de hedendaagse dressuur is het carrouselrijden. Hier worden door paarden en hun ruiters ook soms draaiende ronde cirkelbewegingen gemaakt.
Het ontstaan van de carrousel is mogelijk afkomstig uit Oost-Azië waar met paarden in cirkels gedraaid werd om een spel te spelen waarmee men elkaar moest besmeuren met reukwater. Een variant hierop werd ontwikkeld in Europa dat werd opgevoerd tijdens riddertoernooien en de eerste kermissen rond de middeleeuwen. In die tijd werden paarden soms vastgemaakt aan een houten wiel en ontstond er zodoende een levende draaimolen.
De eerste draaiende molens bestonden uit een rechtopstaande paal met bovenop twee gekruiste balken met 4 lange touwen. Bezoekers namen een touw en liepen zo snel rond, totdat ze begonnen te zweven. Later werden deze draaimolens groter en voorzien van een plateau. Het uiterlijk van een draaimolen werd steeds imposanter en vanaf de 19e eeuw werden nieuwe carrousels ontworpen door gerespecteerde architecten en kunstenaars werden deze rijkelijk versierd.
Rond dezelfde tijd werd het paard vervangen door andere energiebronnen om kinetische energie te genereren om de molen in beweging te krijgen. Zo werd er de stoomcarrousel ontwikkeld waarbij een aparte groep van weglocomotieven diende als motor die de attractie aandreef en van verlichting voorzag. Later werden er ook carrousels ontwikkeld die op benzinemotors draaiden. Tegenwoordig worden de recent gebouwde draaimolens op elektromotoren aangedreven.

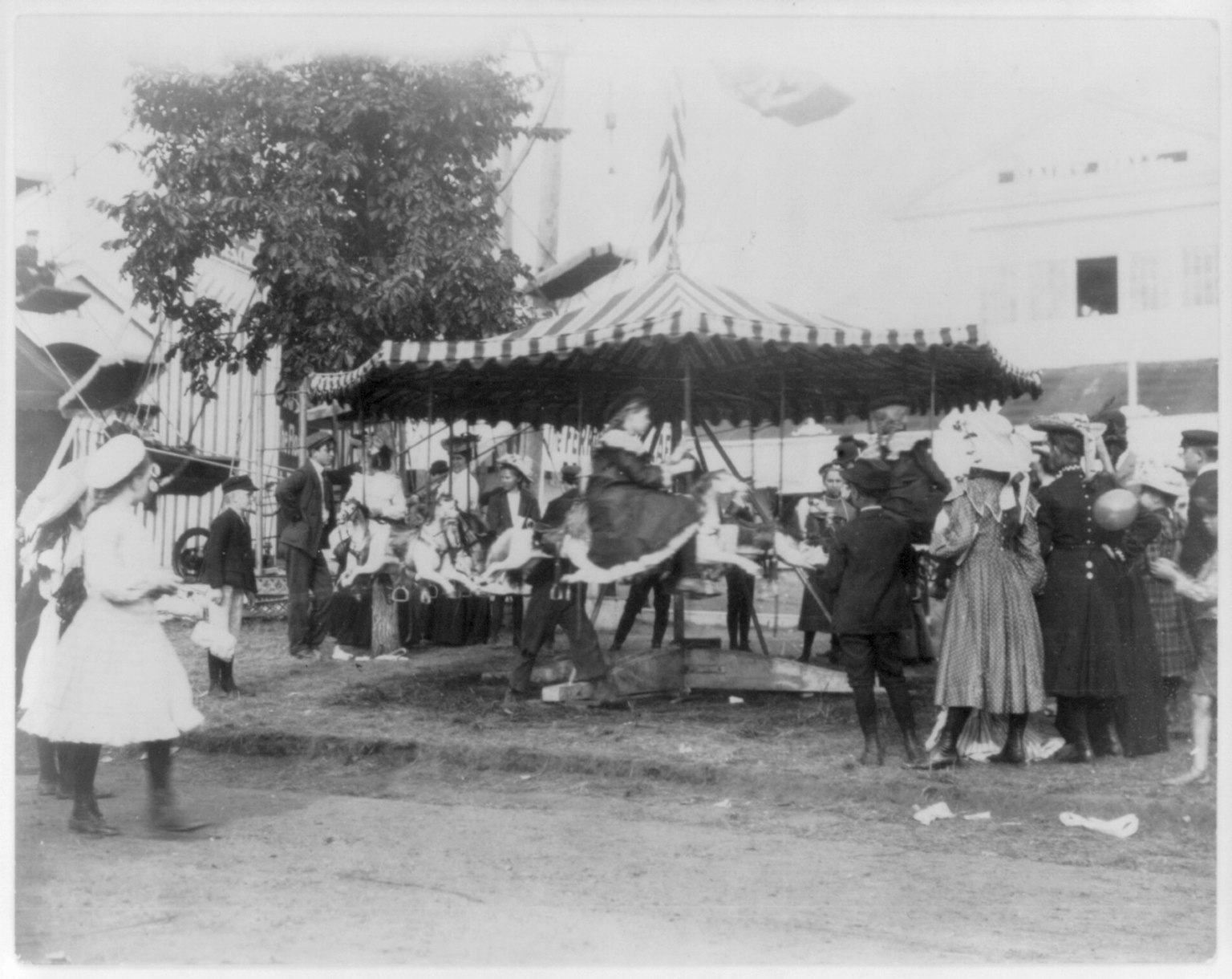
Voorloper van de draaimolen
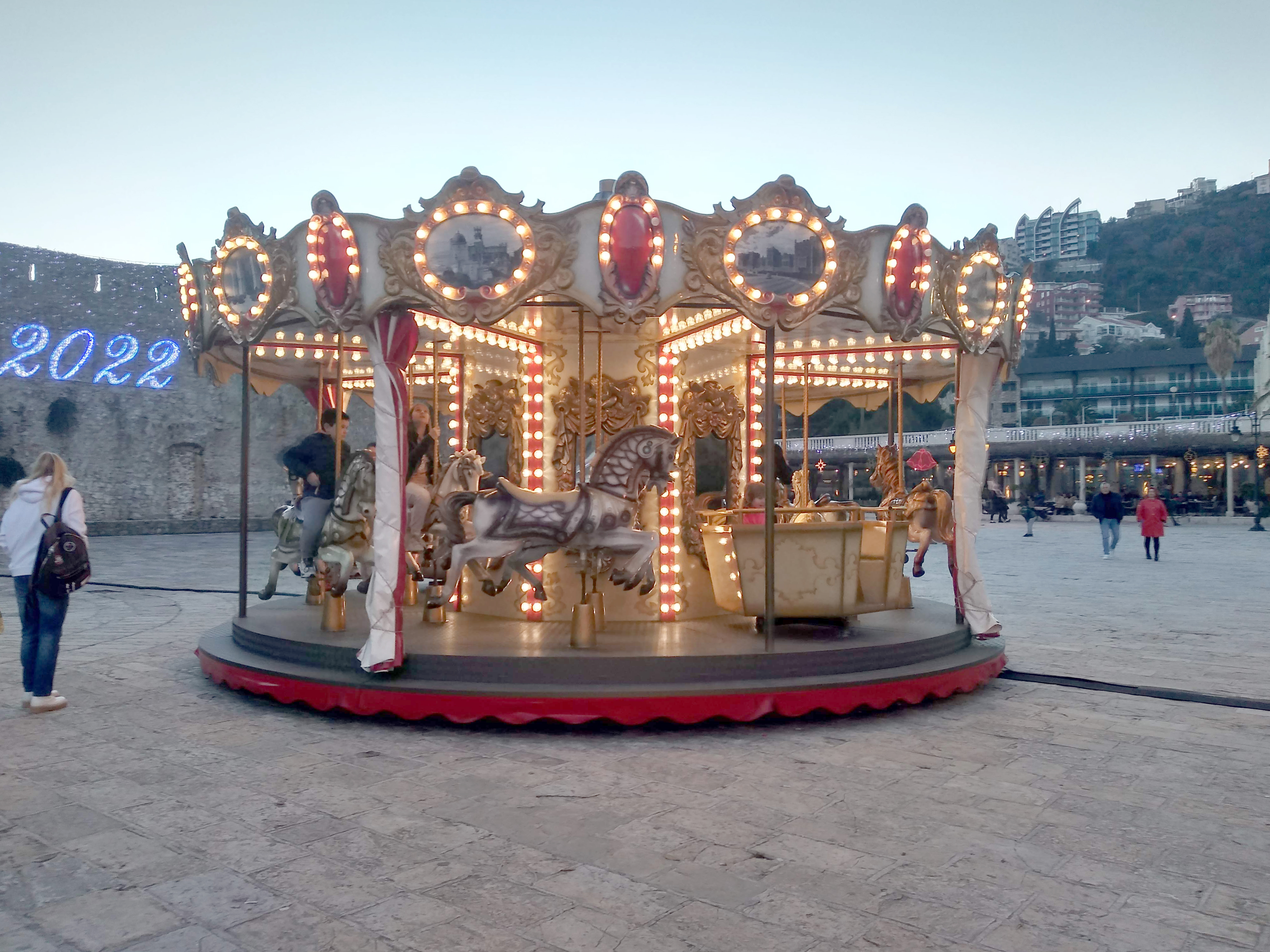
Klassieke draaimolen
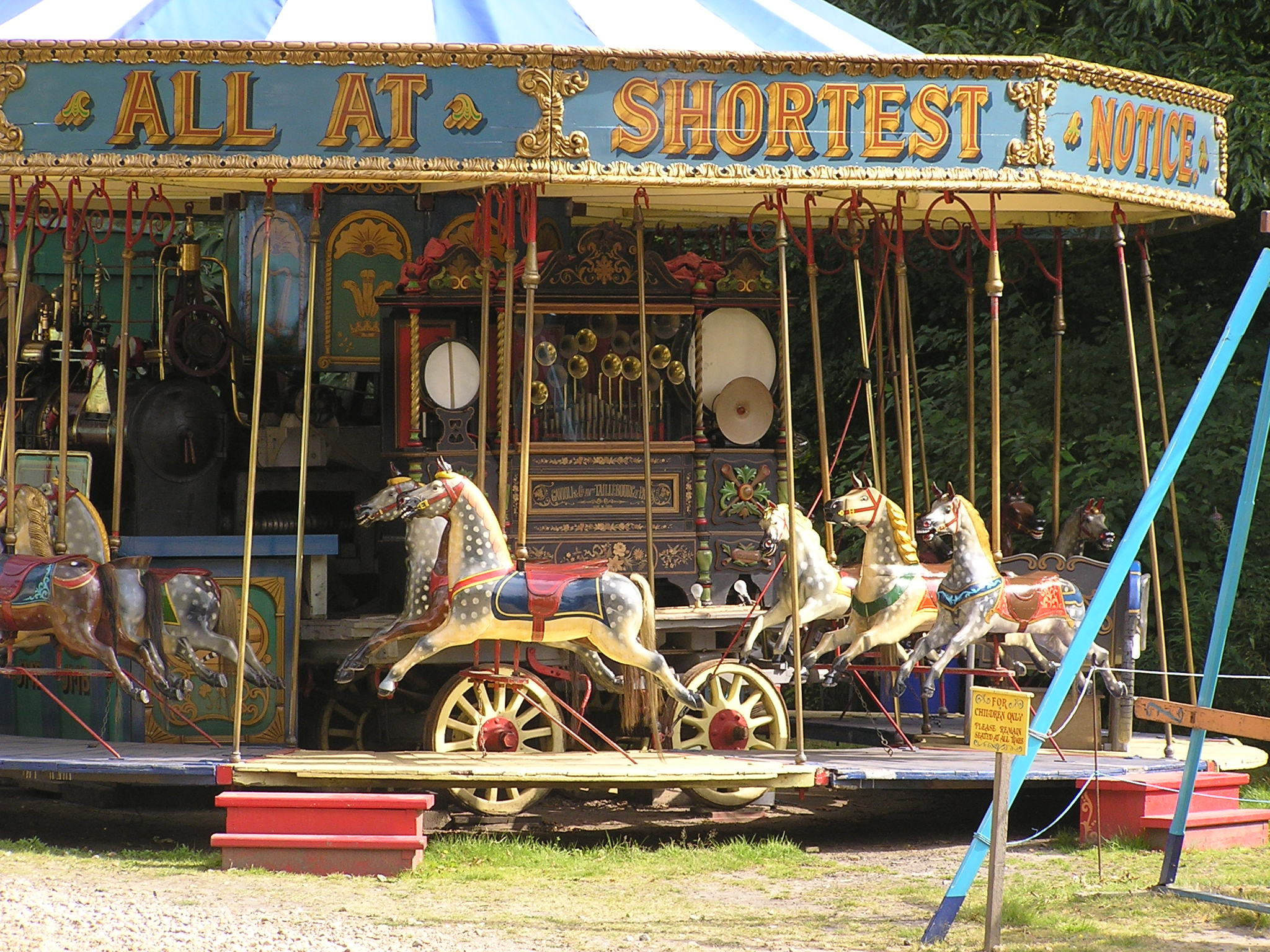
Carrousel met draaiorgel (ca. 1870-1880)
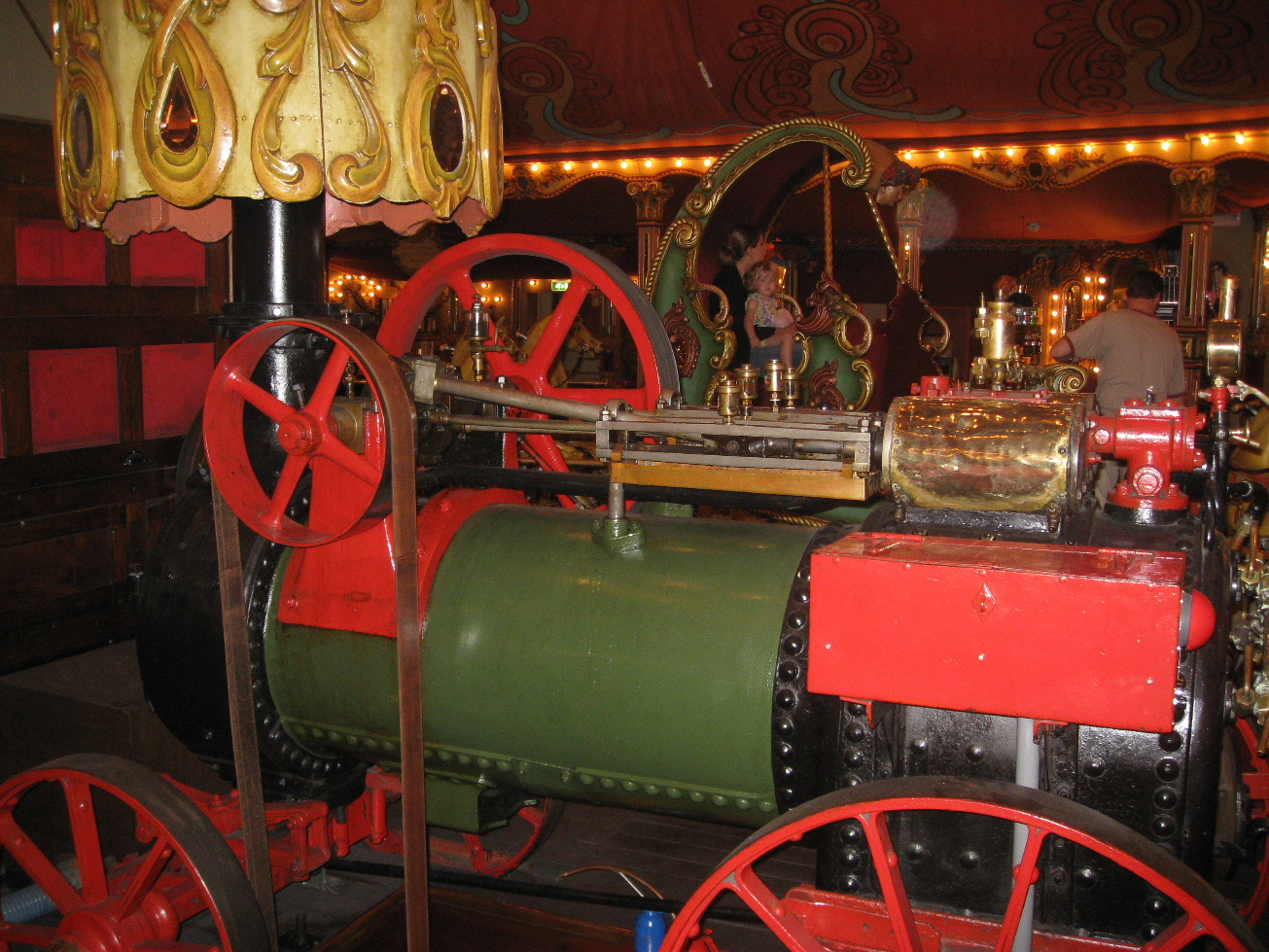
Stoommachine (Carrouselpaleis, Efteling)
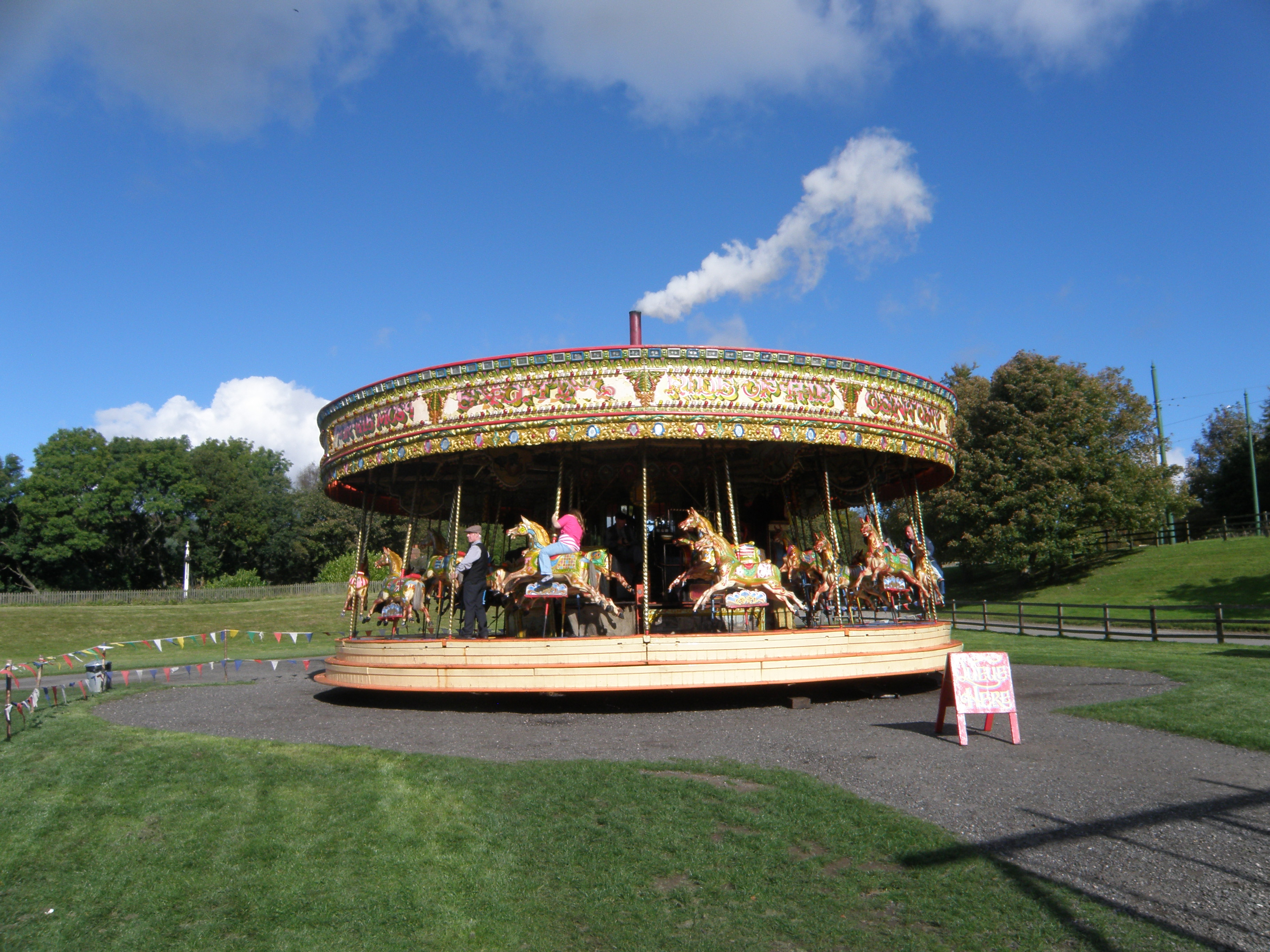
Carrousel die stoom afblaast

## Draaiorgel

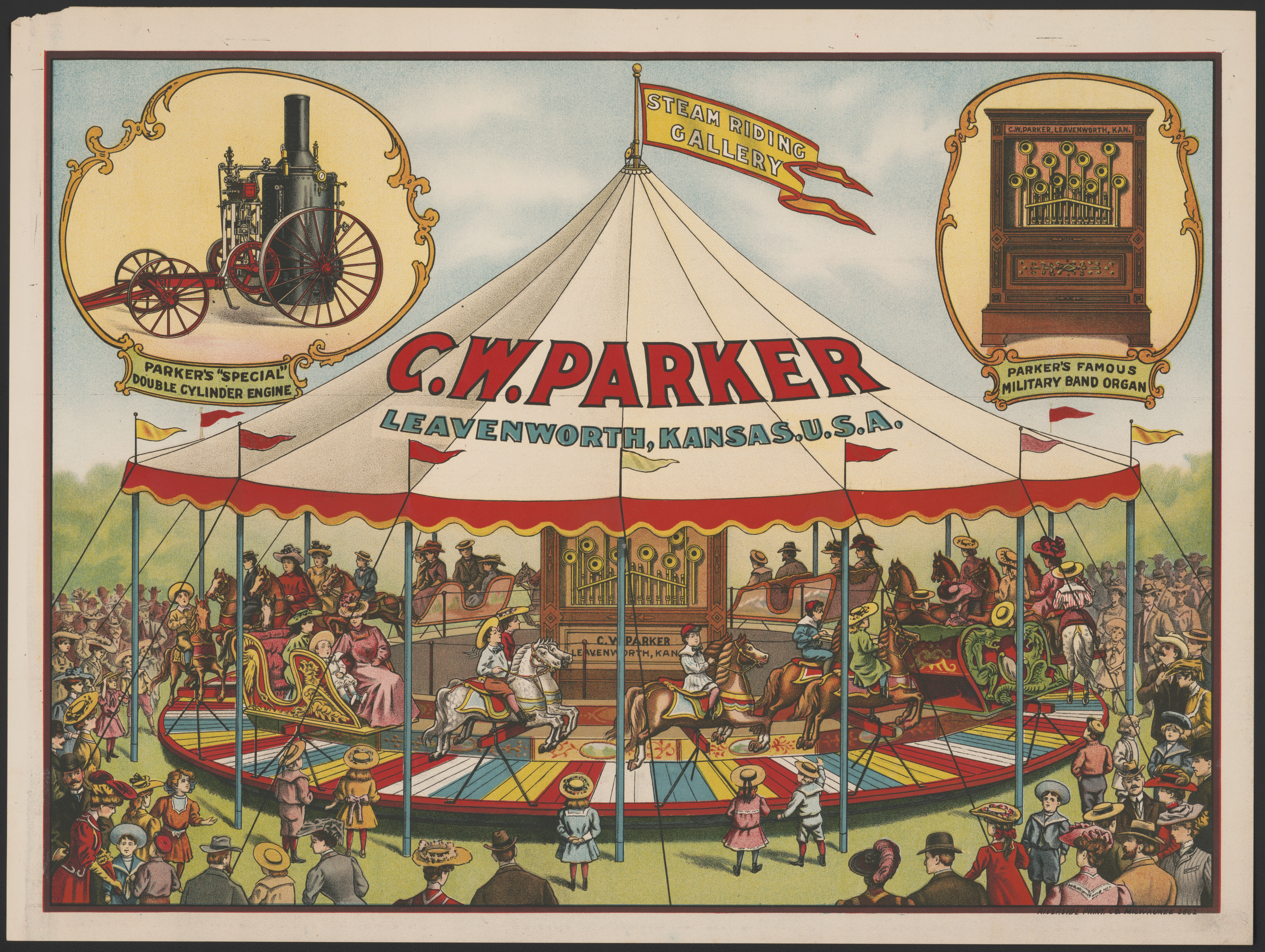
Affiche met stoommachine, carrousel en draaiorgel.

De muziek werd destijds ook al vaker verzorgd door een draaiorgel, dat aanvankelijk door mankracht aangedreven werd. Ook hier werd na verloop een andere vorm van aandrijving voor gebruikt.

## Uitvoeringen van draaimolens
Bij de uitvoeringen van draaimolens is het paard het dier dat het meest is afgebeeld al dan niet vergezeld met een koets waar de bezoekers in of op plaats kunnen nemen. De eerste paarden stonden veelal stil op het plateau, later werden er ook bewegingen van de paarden op de molen aan toegevoegd.
Daarnaast zijn er ook andere en steeds meer verschillende dieren en voertuigen geplaatst op het draaimolenplateau. Denk aan onder andere wilde dieren, koetsen, auto's, brandweerauto's en bussen van onder andere het merk l'Autopède. Dit maakt dat de uitvoeringen van de draaimolens die vandaag de dag te vinden zijn een kleurrijke verzameling is waarvan de uitvoeringen beschikbaar zijn in vele soorten en maten.

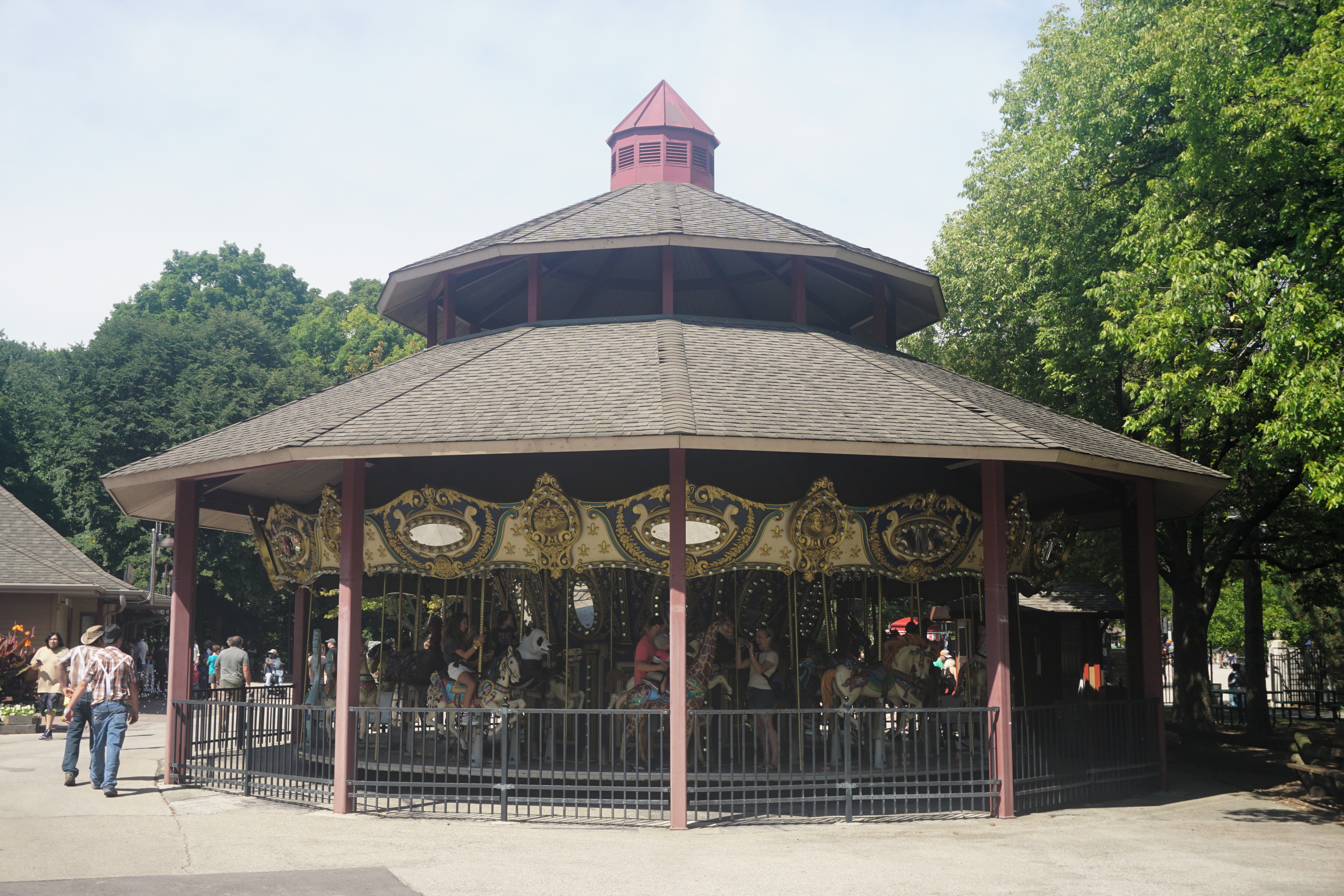
Overdekte carrousel
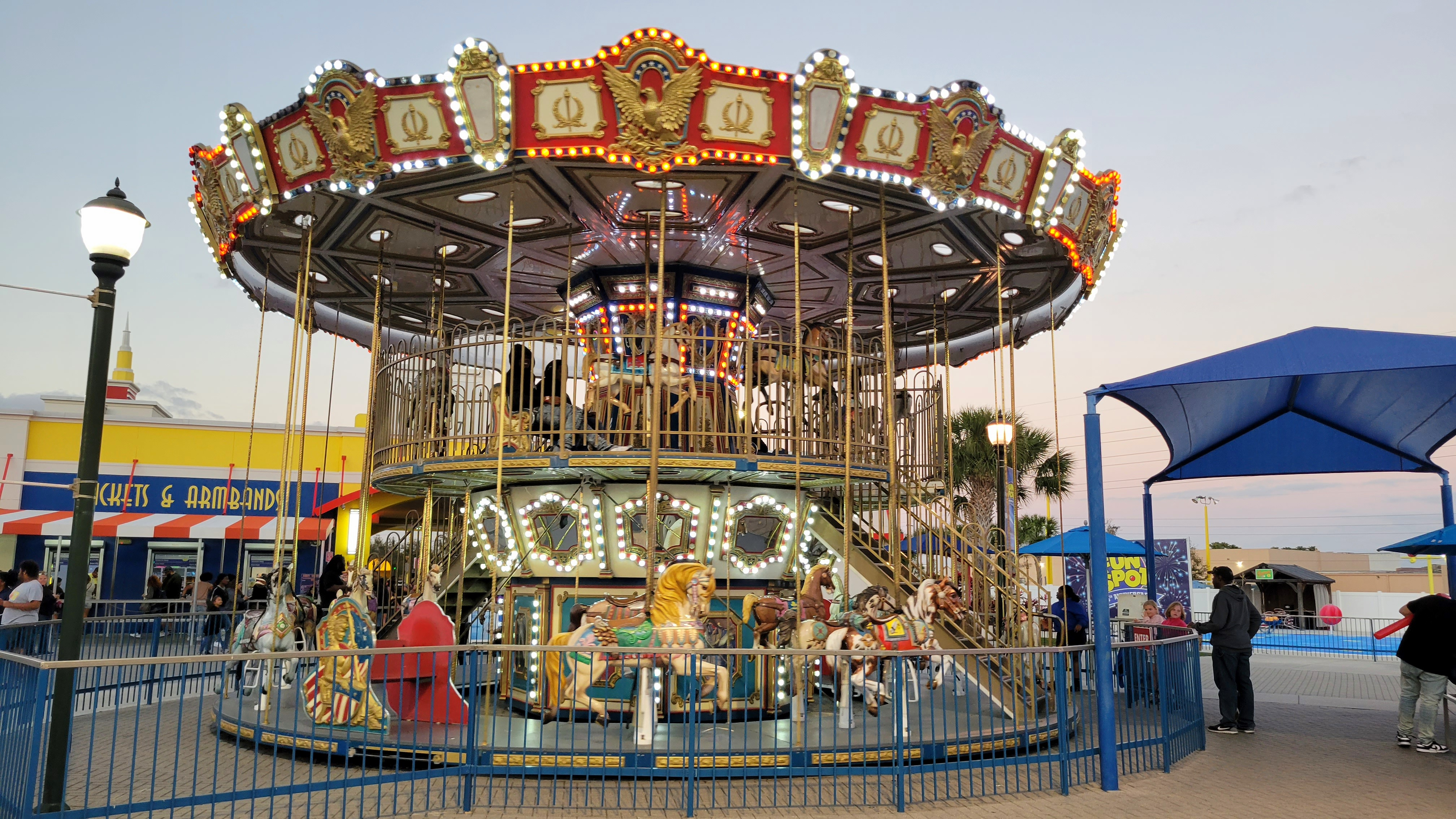
Een dubbeldeks carrousel
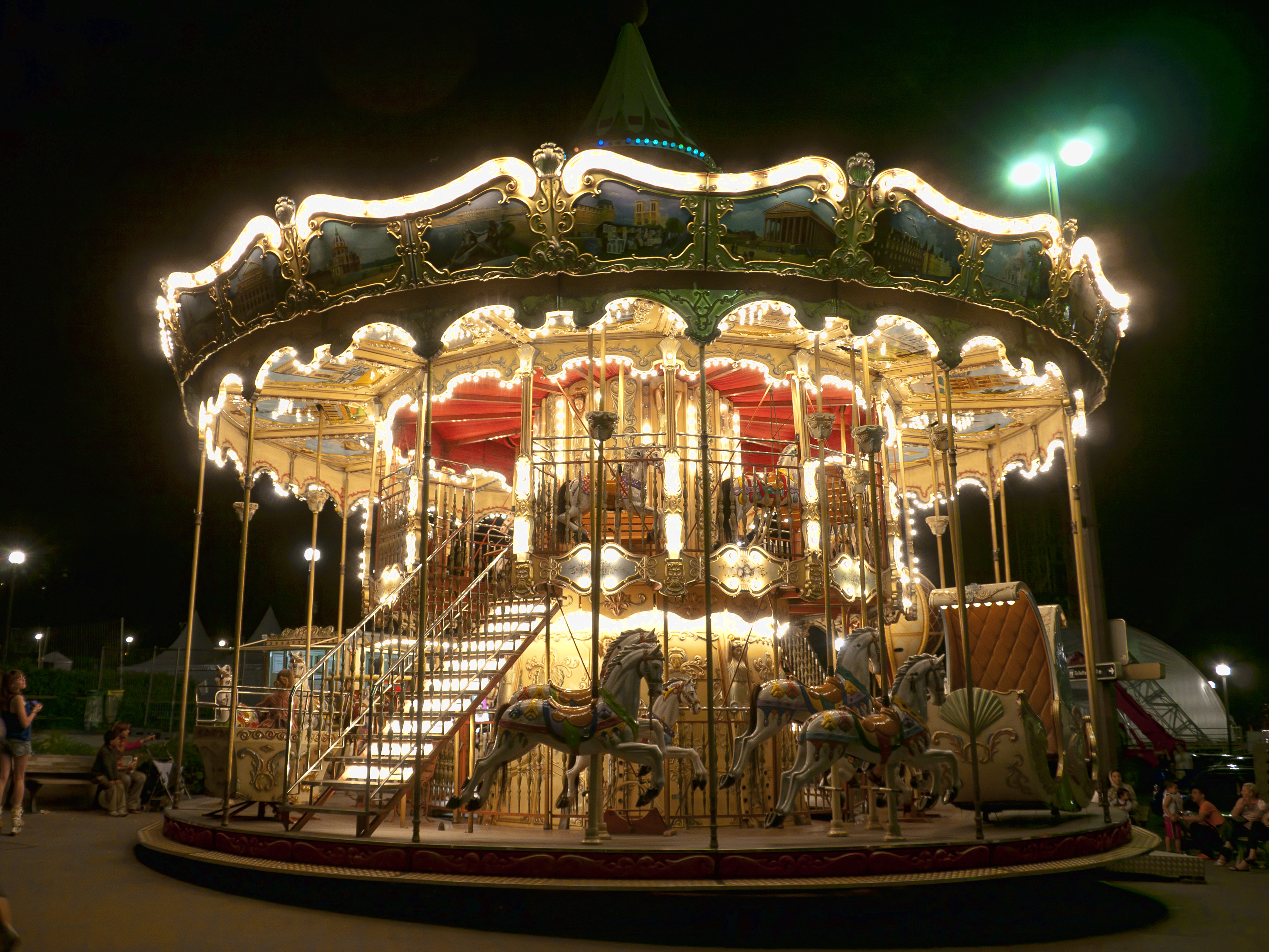
Verlichte draaimolen
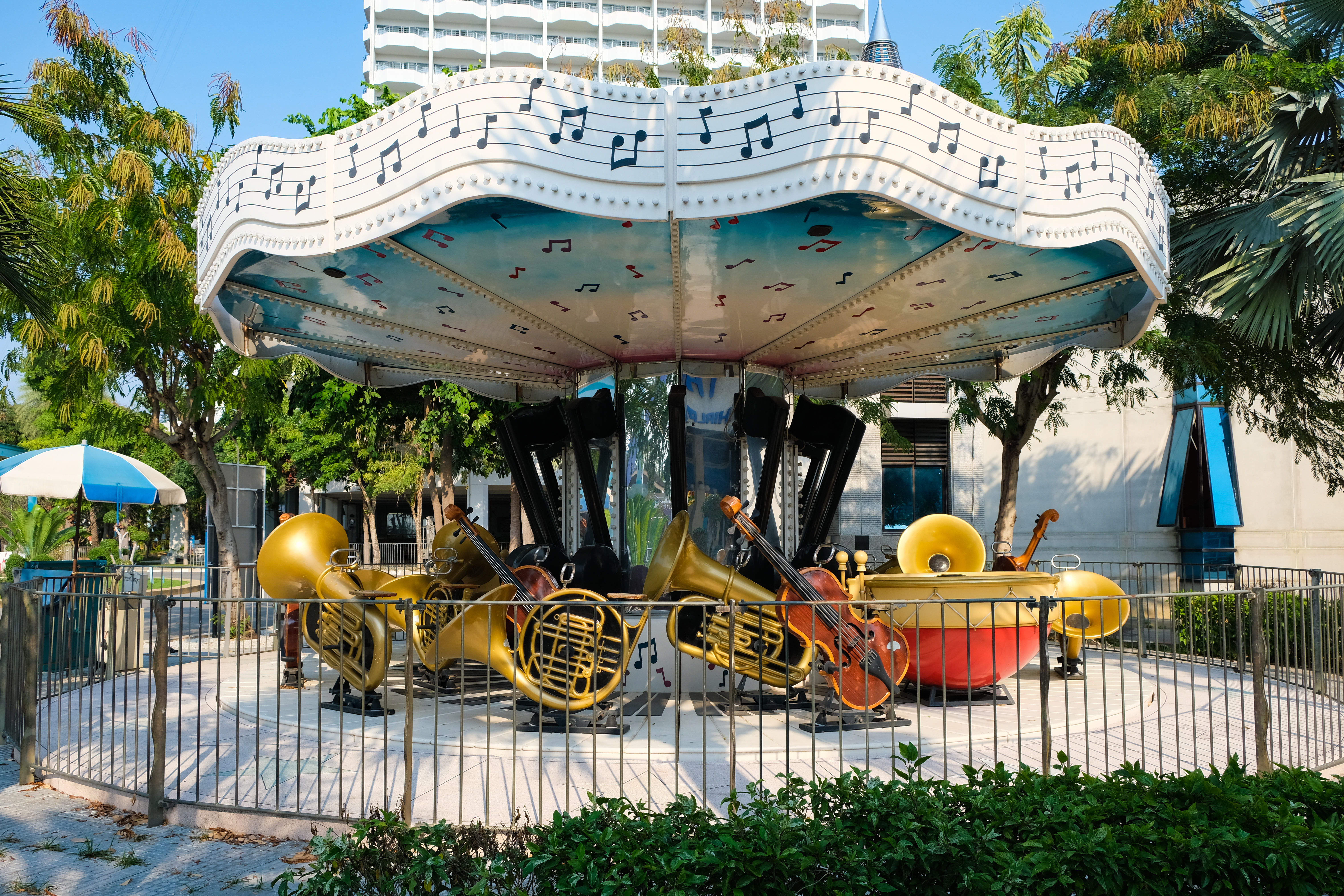
Draaimolen met muziekinistrumenten

## Afgeleide attracties
Er zijn ook attracties die varianten zijn op de carrousel. Bij sommige attracties zit men eveneens op of in een object, maar gaat men ook nog op en neer. Men spreekt dan van een draaimolen met armen.
Als de objecten vliegen of min of meer in de lucht hangen, wordt er gesproken van het type luchtballonnencarrousel.

## Trivia
Traditioneel wordt er in de carrousel een kwast (in Vlaanderen vaak floche genoemd) opgehangen aan een bal. Deze wordt om beurten omhoog en omlaag bewogen boven de hoofden van de kinderen die op de carrousel zitten. Als iemand erin slaagt deze kwast te grijpen, mag hij nog een beurt gratis op de carrousel. Dit wordt ook vaak gedaan bij een rupsbaan.

## Voorbeelden

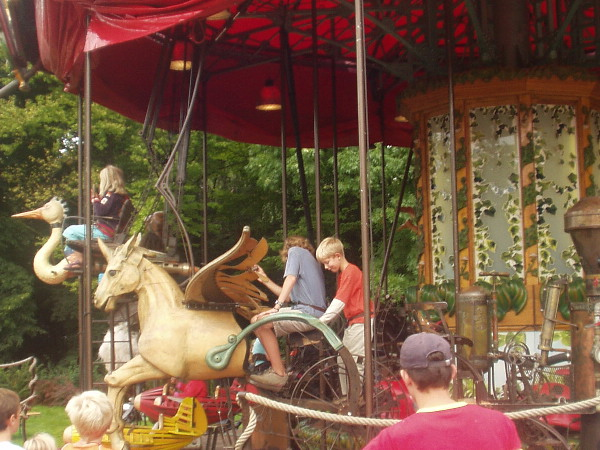
Draaimolen op Noorderzon 2005 (Groningen)
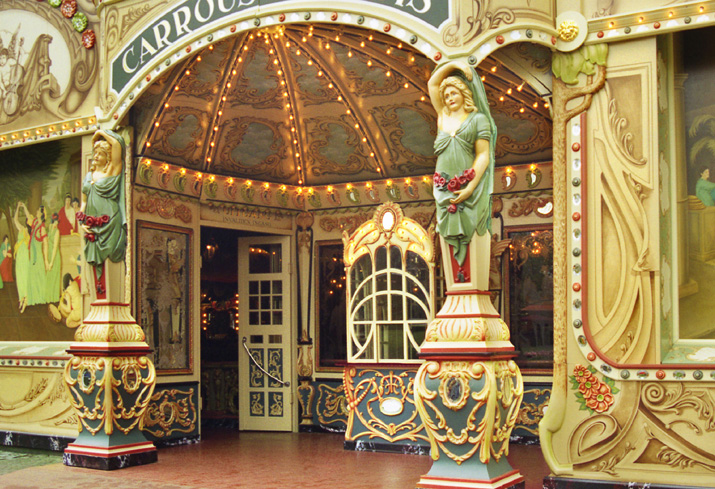
Ingang van het Carrouselpaleis in de Efteling
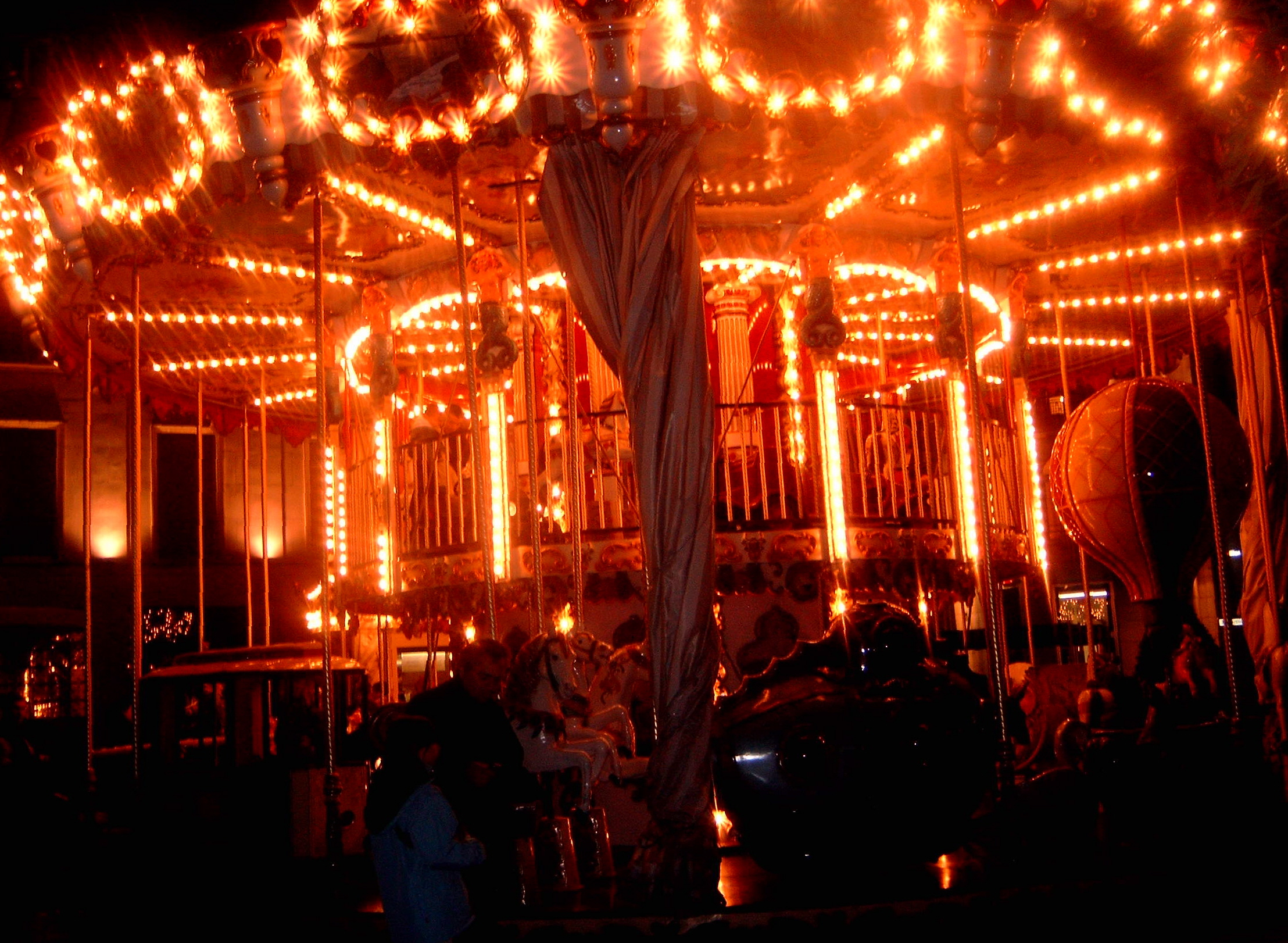
Een draaimolen die scènes uit Jules Verne oproept
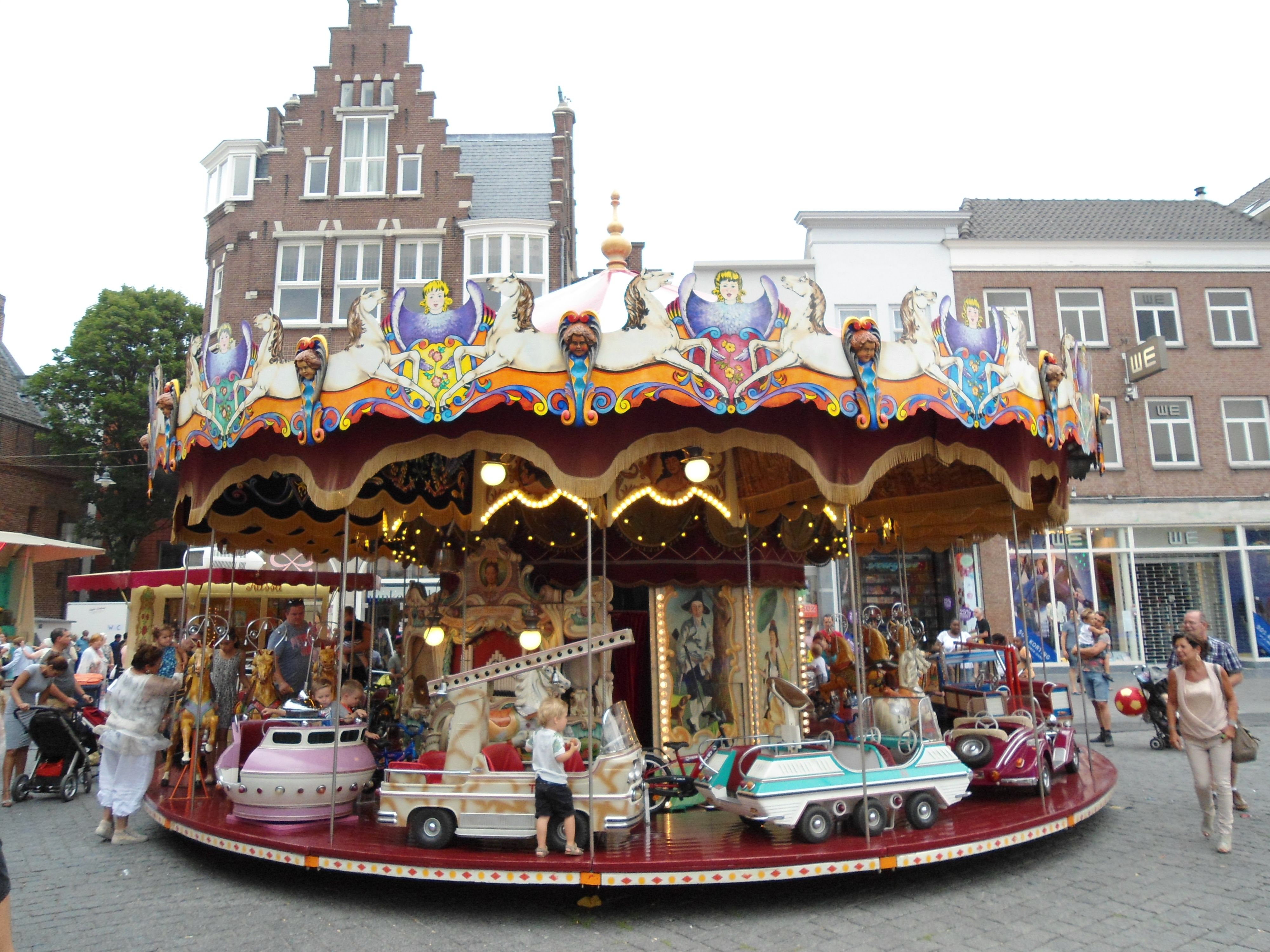
Een draaimolen op de Bossche kermis
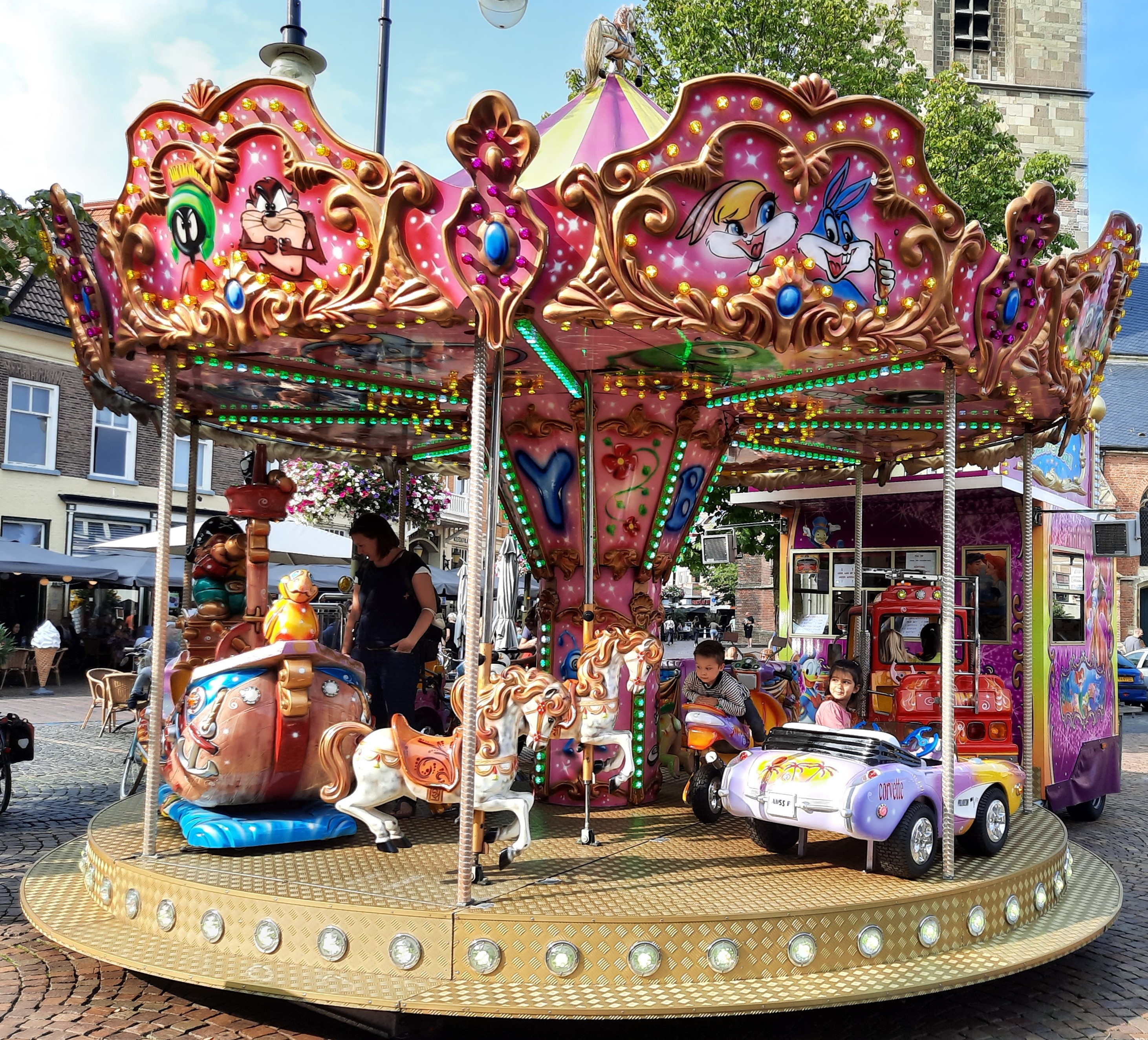
Draaimolen anno 2021